# Вілла Фараджана (Мейна)

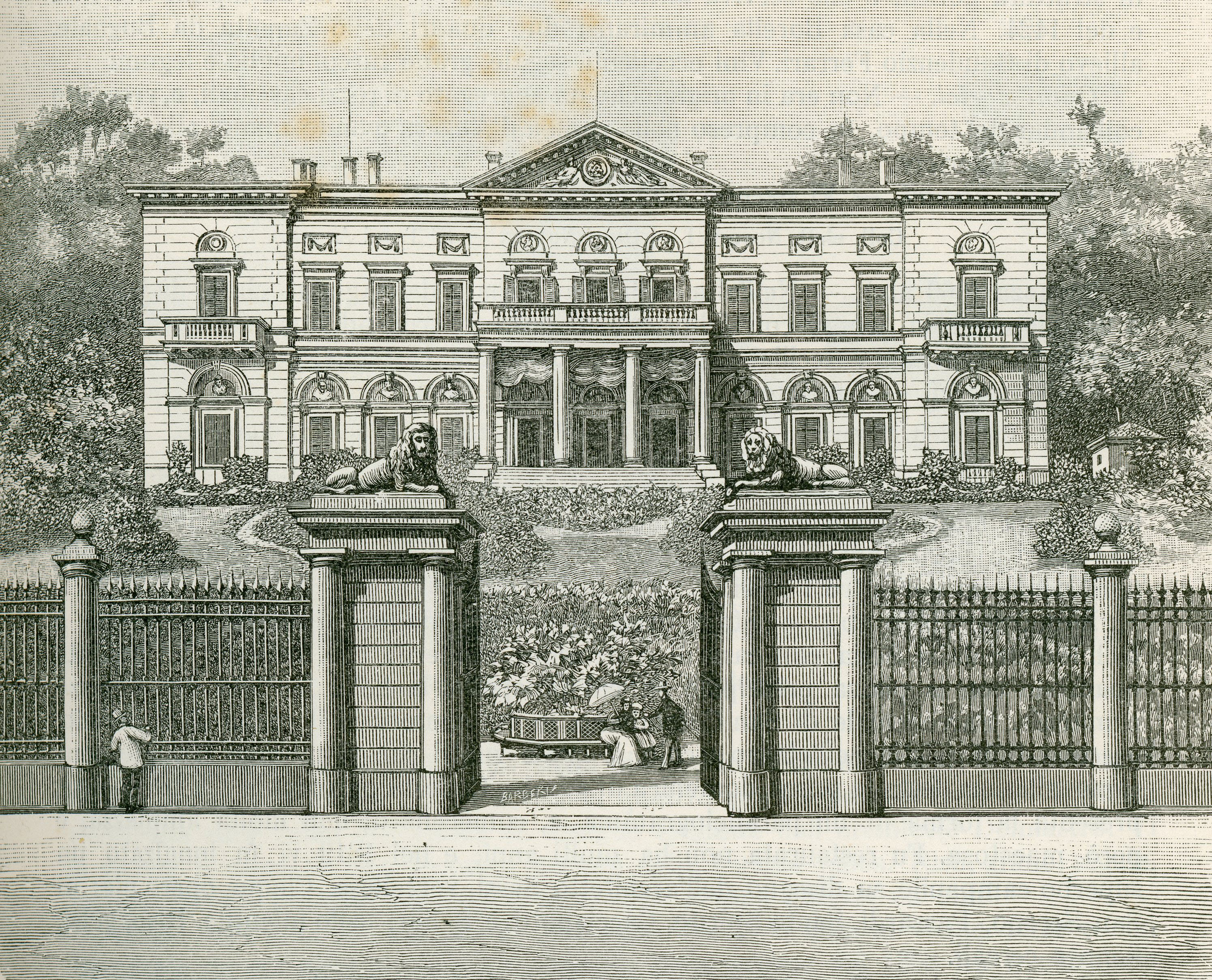

Вілла Фараджана (з іт. Villa Faraggiana ) -  знаходиться в місті Мейна (комуна Мейна, провінція Новара). Ця елегантна неокласична будівля розташована на пагорбі неподалік берега озера Маджоре. Великий парк зі столітніми деревами гармонійно доповнює віллу.
Вілла Faraggiana була побудована в 1855 році за проектом відомого інженера Антоніо Бюссер на замовлення сенатора Королівства Італії Алессандро Фараджана (1841-1911) зі Сарцани, який разом із сім'єю вирішив переїхати до Новари в середині XIX століття.

## Архітектурні особливості
На пілястрах воріт сидять два мармурових леви. Вілла прямокутної форми, фасад виходить на озеро. Задумана, як резорт-вілла; є яскравим прикладом неокласицизму; має широкий фасад (44 метрів) і багато декоративних деталей (скульптор Джозу Ардженті) - фронтон з двома Фамами, що тримають латинський девіз "Hoc erat in votis", барельєфи, медальйони зі зображенням видатних представників італійської літератури (Данте, Бокаччо, Петрарка, Аріосто, Тассо ), а також 11 бюстів відомих італійських вчених. Монументальні сходи ведуть до портика з чотирма доричними колонами з рожевого граніту, на які спирається тераса.

## З історії
По смерті Алессандро Фараджана віллу успадковує його син Рафаелло. Велетенським парком займається його дружина, Катеріне Ферранді (1856-1940) і створює тут квіткове королівство гортензій. Окрім садівництва вона займалася розведенням коней, опікувалася зоологічним парком, відкритим для громадськості,  та зоологічним музеєм, експонатами якого були забальзамовані тварини, привезені її сином з африканських мандрівок.
Після смерті Рафаелло у 28/06/1911 р. його дружина продовжує жити в Мейні аж до своєї смерті. З того часу сини - Алессандро та Джузеппе -  нечасто гостювали у віллі.
В 1949 р. спадкоємці Фараджана отримали різноманітні пропозиції щодо використання вілли (в тому числі - відкрити готель), але зрештою віддали віллу у користування монашкам з Берґамо (Suore dell'Ordine delle Poverelle di Bergamo).